# Битва при Асландузе
Битва при Асланду́зе — двухдневное сражение между русской и персидской армиями, шедшее 19 (31) октября — 20 октября (1 ноября) 1812 года во время Русско-персидской войны 1804—1813 годов.
Персидский шах Фетх-Али направил в Закавказье 30-тысячную армию под предводительством наследника персидского престола Аббаса-Мирзы. Русский отряд, возглавляемый генерал-майором Петром Котляревским, используя фактор внезапности, разбил персов и вскоре двинулся на штурм Ленкорани.

## Предыстория

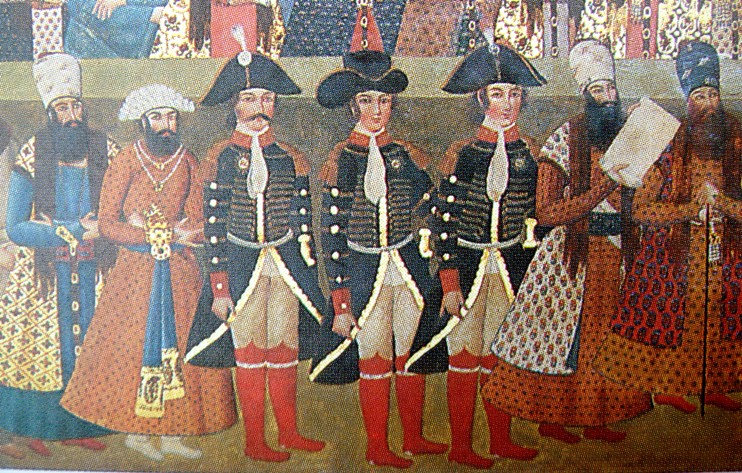
Британская делегация при дворе Фетх Али-шаха: Дж. Малькольм, Х. Джоунс и Г. Оусли

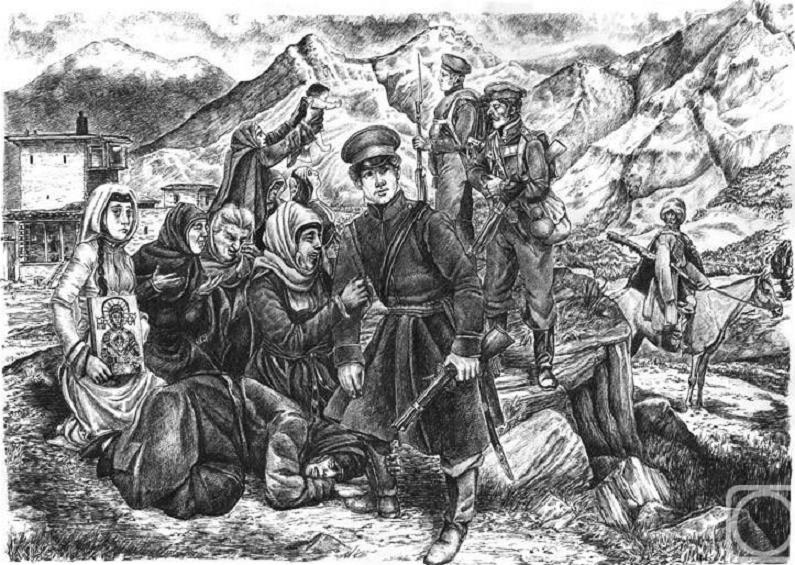
Героям Асландуза посвящается (Сентябрь 1812 г., Восточная Грузия) — «Не бросайте нас, русские! За Араксом персы собрали войско! Спасите нас!».

В марте 1812 года посол Великобритании в Персии сэр Гор Оусли подписал договор, по которому Англия, фактически, выступала союзницей Персии в войне с Россией. Оусли также обещал, что добьётся от России возвращения под власть Фетх-Али-шаха Грузии и Дагестана.
В июне 1812 года в Персидскую империю прибыл английский генерал сэр Джон Малькольм с 350 британскими офицерами и унтер-офицерами. На кораблях они доставили шаху 30 000 ружей, 12 орудий и сукно на мундиры для сарбазов. Предоставляя всё это шаху бесплатно, Британия так же финансировала Персию на 3 года войны с Россией (по 200 туманов в год).
При первом известии о вторжении Наполеона в Россию, Аббас-Мирза начал наступление в Закавказье. В свою очередь Россия, направившая все основные силы на Западную Двину и Неман, защищая свои пределы в Отечественной войне 1812 года от Великой армии Наполеона, пыталась начать мирные переговоры с Персией. Главнокомандующий в Грузии и главноуправляющий по гражданской части Н. Ф. Ртищев отправил в ставку Аббас-мирзы майора Попова и надворного советника В. И. Фрейганга, однако встретил их сэр Гор Оусли. Кроме того, что послы вернулись ни с чем, с ними прибыл секретарь Гора Оусли шотландец Роберт Гордон, который передал, что шах требует возврата Грузии.
В августе 1812 года в Закавказье развернулись боевые действия. Аббас-мирза, продвигаясь вперёд, занял Ленкорань (Талышское ханство вновь переходило к Ирану). Со взятием крепости Аркиван открывались дороги на Ширван и Баку. Малочисленные русские отряды отступали.
В конце сентября Ртищев отправил к Аббас-мирзе для переговоров Ф. И. Ахвердова. Россия шла на некоторые уступки. Предлагалось сделать Талышское ханство независимым государством, то есть нейтральной территорией между двумя империями. Иранской стороной предлагалось сделать нечто подобное с Грузией. В конечном итоге стороны так и не пришли к каким-либо соглашениям.
Между тем политика Великобритании кардинальным образом была изменена на европейской арене, и она выступала союзницей России в войне с Наполеоном. Оусли, бывший ранее сторонником решительных действий против России на Кавказе стал настаивать на мире. Английские офицеры отзывались из персидской армии, но по настоятельной просьбе Аббас-мирзы в персидском лагере оставались капитан Ч. Кристи, капитан Г. Линдсей, лейтенант У. Монтейт и 30 унтер-офицеров.

## Накануне битвы

### Персидская армия
10 (22) октября 1812 года Аббас-мирза со своей армией подошёл к реке Аракс близ брода у Асландуза. Персидская пехота была им размещена на левом берегу Дарав-Юрд. На правом берегу Аракса, на возвышенности, расположилась кавалерия. Несмотря на заверения английских офицеров о необходимости выслать за Аракс конные разъезды и выставить вдоль реки пикеты, этого так и не было сделано, а бдительность незначительных постов была усыплена уверенностью в пассивности малочисленных русских сил перед многочисленной армией самого Аббас-мирзы. Персидский историк Р. К. Хедаят сообщал:
В ночь, предшествовавшую нападению русских, часовые лагеря до такой степени были охвачены рукою сети беспечности, что ни один из них не дал вовремя знать об угрожающей опасностиР. К. Хедаят. Tarikh-e Rozata-os-Safā-ye Nāseri.
Численный состав персидской армии
Согласно ряду как российских, так и зарубежных источников, персидская армия под Асландузом насчитывала около 30 тысяч человек. Однако, по мнению А. И. Кругова и М. В. Нечитайлова, это число является завышенным. В частности, ими отмечается, что кавалерии в лагере почти не было. Есть упоминания, что часть лёгкой кавалерии была отправлена из лагеря для занятия северных азербайджанских провинций или добычи фуража. В «ВЭЛ» есть некоторые уточнения, что 3 тысяч кавалерии было направлено в Шекинское ханство и в разные места разосланы «сильные» конные разъезды. Из описания же самой битвы видно, что часть персидской кавалерии занимала командующую высоту, которая первая подверглась атаке русских.
В немецком издании KAW численность персидской армии при Асландузе исчисляется в 20 тысяч человек. В английском «The Annual Register» со ссылкой на депешу сэра Г. Оусли — до 14 тысяч Так же в английских источниках есть мнение, что в битве участвовало около 5 тысяч пехоты.
У. Монтейт, находившийся в то время в персидской армии, сообщал, что по оценке самого Аббас-Мирзы накануне битвы, его армия превышала русский отряд в пять раз.

### Русский отряд
18 (30) октября харизматичный Котляревский обратился к своим солдатам:

«Братцы! Нам должно идти за Аракс и разбить персиян. Их на одного десять, но каждый из вас стоит десяти, а чем более врагов, тем славнее победа. Идём, братцы, и разобьём!»
В тот же день Котляревский издал два письменных приказа:
| «Старшему по мне штаб-офицеру. Предприняв атаковать персиян за Араксом, я сделал распоряжения, о которых вам известно; в случае смерти моей, Вы должны принять команду и исполнять по оным. Если б случилось, что первая атака была неудачна, то Вы непременно должны атаковать другой раз и разбить, а без того не возвращаться и отнюдь не отступать. Когда неприятель будет разбит, то стараться перевести на сию сторону кочующие близ Аракса народы, потом возвратиться. По исполнении сей экспедиции, Вы должны донести об этом прямо главнокомандующему и представить диспозицию мою и приказ, отданный в отряде 18 октября 1812 года. — Генерал-майор Котляревский». |

| «Диспозиция к атаке. - 1-е и 2-е каре составляют батальоны Грузинского гренадерского полка, что бы фузилёрные [стрелковые] роты составили шестивзводное каре: взводы гренадер становятся по правую сторону 1-го фаса, а взводы стрелков по левую, таким образом, 1-й фас делается для лучшего напора в штыки из 4-х взводов. - 3-е каре составляет рота Грузинского гренадерского полка, 200 человек Севастопольского и карабинерная рота 17-го Егерского полков; последняя ставится при этом каре, так как гренадерские при первых двух каре. - Орудиям каждого каре быть в первом фасе; одному между взводом гренадер, а другому между взводом стрелков; в каждом к орудиям нарядить по 20 человек самых надёжных людей при офицере и унтер-офицере, которые должны быть неотлучно от оных. - 2 роты егерей с майором Дьячковым выстраиваются вправо от правого каре, а рота с майором Лентовским, влево от 3-го каре, и составляют фланги. - В походе две роты егерей впереди; за ними рота гренадер 1-го каре, потом 2 орудия; за ними колонна из середины, после сего в таком же порядке другие 2 каре, а за оными рота егерей. - По переправе через Аракс, тотчас выстраиваются каре, и как оные должны идти, приказано будет. - Казачьи полки идут в авангарде, отделив 50 человек в арьергард; а по переправе через Аракс выстраиваются: Краснову вправо от 1-го каре, а Попову между 1-м и 2-м, равняясь с задними фасами. - При приближении к лагерю, 3-е каре и рота егерей атакуют левый фланг неприятеля; а 1-е и 2-е каре стараются, как наипоспешнее пробежать к тылу лагеря неприятеля и атаковать середину, где расположена их пехота и артиллерия; 2 роты егерей с майором Дьячковым должны пробежать и мгновенно атаковать палатку Шах-заде, для чего даётся проводник. Казачьи полки оба выстраиваются в тылу неприятеля; там, где ударит 1-е каре, колют и рубят всех бегущих. - Атаковав в штыки как можно быстрее, и тогда 3-й фас остаётся при орудиях, где и знамёна. - Всем приказывается стрелять как можно реже, чтоб никто не стрелял вверх и сзади; а когда пойдут в штыки, тогда никому не стрелять кроме орудий, и то разве [когда] откроются им толпы неприятеля. - Главный порядок атаки этой, в случае малых каких отмен по обстоятельствам, о том будет особое приказание. - За порядок и исполнение всего, здесь в приказе пояснённого, отвечают господа штаб-офицеры. — Генерал-майор Котляревский. Октября 18-го дня 1812 года». |

Отряд выдвинулся в режиме «лёгкого похода», то есть, без шинелей, с 4-х дневным запасом сухарей и 40 патронами на человека (вместо 60 положенных).
Численный состав русского отряда при Асландузе

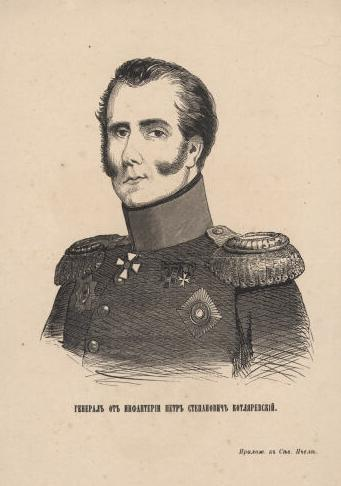
Пётр Степанович Котляревский

На Кавказе оставалось заведомо недостаточное количество войск. Согласно ведомости, приложенной к донесению Ртищева князю Горчакову от 22 ноября (4 декабря), в отряде Котляревского, выступившем за Аракс, находилось:
| подразделение                                         | шт.-оф | об.-оф. | унт.-оф. | муз. | ряд. | итого |
| ----------------------------------------------------- | ------ | ------- | -------- | ---- | ---- | ----- |
| 17-й егерский полк                                    | 2      | 11      | 24       | 9    | 306  | 352   |
| Севастопольский пехотный полк (Троицкий мушкетёрский) | 1      | 5       | 10       | 7    | 192  | 215   |
| 14-й Грузинский гренадерский полк                     | 3      | 30      | 71       | 30   | 924  | 1058  |
| 20-я артиллерийская бригада                           | —      | 2       | 6 фейер. | 1    | 76   | 85    |
| Донской казачий З. Л. Краснова 3-го полк              | 1      | 7       | 7 уряд.  | —    | 268  | 283   |
| Донской казачий Д. В. Попова 16-го полк               | 1      | 7       | 3 уряд.  | —    | 217  | 228   |

Итого: 2221 человек (включая самого Котляревского).

## Ход битвы

### 19 октября

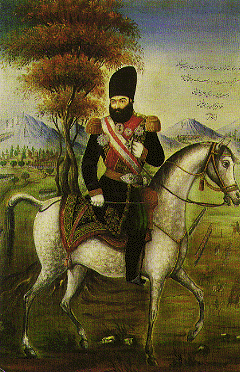
Аббас-Мирза

В ночь на 19 (31) октября, используя проводника, карабахца Мурад-хана, русский отряд форсировал Аракс в 15 верстах выше Асландузского брода в обход персидских караулов.
Изначально отряд имел 6 орудий, однако при переправе одно из орудий со всей запряжкой свалилось с обрыва и солдаты тщетно пытались его вытащить. Котляревский же сказал:

«Эх, братцы, если будем хорошо драться, то и пятью орудиями побьём персиян, и тогда, вернувшись, вытащим это, а если не вернёмся, то оно нам и совсем не нужно».— — Из рассказов Э. В. Брюммера
Атака началась в 8 часов утра. В то время капитан Линдсэй с группой всадников отправился на охоту в сторону Аракса. Не доходя реки, Линдсэй со своей группой спешились и неожиданно увидели, как из зарослей у русла реки появился выдвигающийся в спешном порядке большой отряд. Линдсэй, впрочем, как и другие, не мог даже сразу предположить, что «это враг». Вскоре, поняв, что это русские, Линдсэй и его группа тут же вскочили на коней и бросились во весь опор в лагерь.
Тем временем русский отряд тройным каре, с расположенной между ними кавалерией и с растянутыми передовыми фасами, атаковал персидскую конницу и в результате столкновения сбросил её с командной высоты. Туда же в спешном порядке была подтянута артиллерия, которая начала обстрел персидской пехоты. Аббас-Мирза, чтобы остановить движение русских, двинул свою пехоту к Араксу, в обход высоты, однако Котляревский предугадал манёвр и ударил персидской пехоте с фланга. Персы, не имея представления о численности русских, обратились в бегство. Аббас-мирза отступил к реке Дарав-Юрд и разместился в построенном у Асландузского брода укреплении.
Днём Котляревский дал отдохнуть своим солдатам. Вечером ему доставили русских пленных солдат, бежавших из персидского лагеря. Они сообщили, что Аббас-Мирза собирает свои разрозненные отряды. Не давая персам восстановиться, Котляревский предпринял ночную атаку. Перед боем был отдан приказ пленных не брать и колоть всех, кроме Аббаса.

### 20 октября

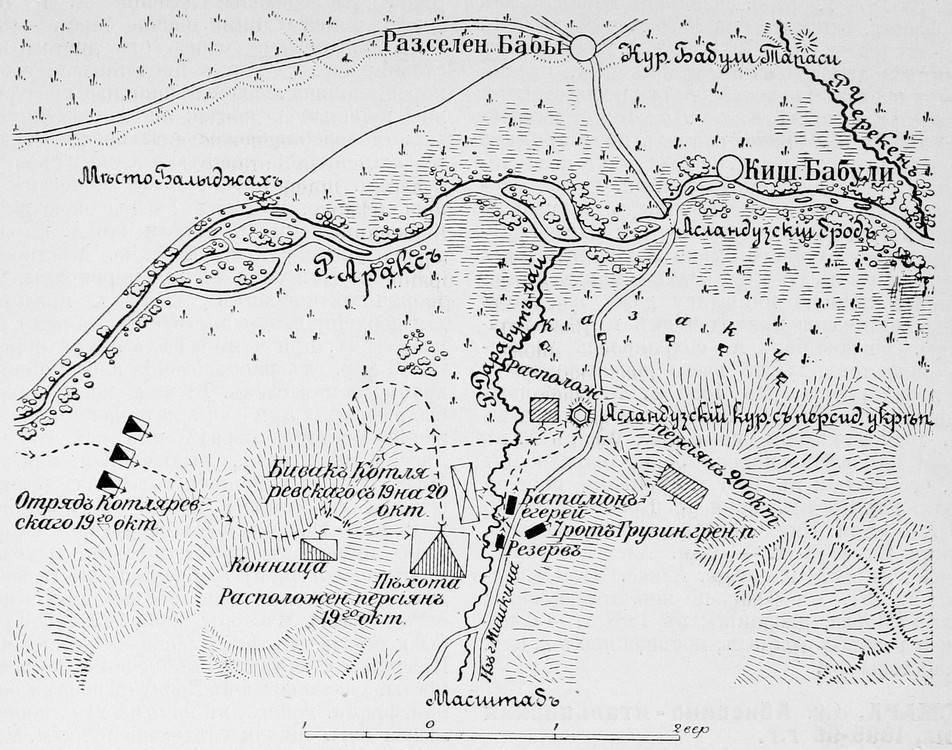
Схема боя у Асландуза

В ночь на 20 октября (1 ноября) гренадеры и егеря, соблюдая полную тишину, подошли вплотную к расположениям персов и с криками: «Ура!» - с трёх сторон бросились в штыковую атаку. В первых рядах был убит егерского полка прапорщик Боровский. Часть иранцев устремилась к укреплениям на одном из холмов и заняла там оборону. Другая часть, посчитав, что те укрепления заняли русские, открыла по ним огонь, истребив много своих. Оставшиеся из числа последних покинули то укрепление и были перебиты или взяты в плен русскими.
Персы вновь были обращены в беспорядочное бегство. Казачьи отряды отсекали отступление. До 2 тысяч иранцев укрылись в главном укреплении, и все были перебиты или взяты в плен ворвавшейся в него русской пехотой.
Аббас-мирзе с 20 всадниками удалось бежать к Тавризу. В сражении также погибли англичане. Майор Кристи, до конца пытавшийся удержать порядок, был ранен в шею, и больше половины батальона полегло, пытаясь его вытащить с поля боя. Утром раненого английского майора обнаружил русский отряд и хотел оказать ему помощь, но Кристи, не желавший сдаваться в плен живым, ударил ножом офицера, пытавшегося помочь ему встать, и оказал яростное сопротивление солдатам; в итоге он был застрелен казаком.

## Итоги
Трофеями русского отряда оказались 12 (из 14) английских орудий, 36 фальконетов, все сокровища и провиант. В плен были взяты 537 человек, в числе которых были и английские унтер-офицеры (были установлены их имена и звания).
Существует предположение, что на месте битвы оставалось до 9 тысяч убитых персов, но Котляревский в докладе написал 1200, сказав:
Напрасно писать 9000 — не поверят.

## Последствия
Персия утратила военную мощь. До окончания войны она больше не представляла для России серьёзной угрозы. Выделенные Англией средства не оправдали себя. Было предотвращено вторжение в Шекинское ханство, откуда персидская армия могла свободно вторгнуться в Грузию, и в дальнейшем поддержать восстание в Кахетии и на Северном Кавказе. Последним персидским оплотом в Закавказье была крепость Ленкорань, которая, несмотря на численный перевес персидского гарнизона (4 тысяч человек), 1 (13) января 1813 года после жестокого штурма была взята. Благодаря решительным действиям Котляревского Аббас-Мирза не успел прийти к ней на помощь. Далее последовал Гюлистанский мирный договор, по результатам которого уже Персия пошла на уступки России.